# Colomiers
Colomiers là một xã thuộc tỉnh Haute-Garonne trong vùng Occitanie ở tây nam nước Pháp. Xã nằm ở khu vực có độ cao trung bình 160 mét trên mực nước biển.
Đây là ngoại ô lớn nhất của thành phố Toulouse, và nằm gần rìa phía tây thành phố này Dân số năm 1999 là 28.538 người.